# リュプコ・ペトロヴィッチ
リュプコ・ペトロヴィッチ（セルビア語: Љупко Петровић, ラテン文字転写: Ljupko Petrović、1947年5月15日 - ）は、セルビア（旧ユーゴスラビア）の元サッカー選手、サッカー指導者。ポジションはフォワード。

## 経歴
スルプスカ共和国はボサンスキ・ブロドのブルスニツァ・ヴェリカ出身。NKオシエクで長年プレーした後、アメリカのメジャーインドアサッカーリーグでもプレーした。数チームで監督を務めた後、FKラド・ベオグラードからレッドスター・ベオグラードの監督に就任し1991年にUEFAチャンピオンズカップ 1990-91優勝を果たした。その後ウルグアイのCAペニャロール、オーストリアのグラーツァーAK、中国の上海申花、北京国安、ブルガリアのレフスキ・ソフィア、リテックス・ロヴェチなどのクラブチームで監督を務めた。2008年、セルビアに戻りOFKベオグラードの監督に就任したが、わずか1ヶ月後に辞任した。2008年7月2日、クロアチアのNKクロアチア・セスヴェテの監督に就任、同リーグにとってユーゴスラビア紛争後初のセルビア人監督となった。同年12月にはFKヴォイヴォディナ・ノヴィ・サド監督となったが、中断明けの後半戦2試合で彼のチームは勝ち点1しかあげられず監督を辞任。2010年よりNKロコモティヴァ・ザグレブ監督を務めた。

## タイトル

### 選手
オシエク
- ユーゴスラビア・ドルガ・リーガ西：1969-70, 1972-73, 1976-77

### 監督
スパルタク・スボティツァ
- ユーゴスラビア・ドルガ・リーガ西：1988-89

ヴォイヴォディナ
- ユーゴスラビア・プルヴァ・リーガ：1988-89

レッドスター・ベオグラード
- ユーゴスラビア・プルヴァ・リーガ：1990-91
- UEFAチャンピオンズカップ：1990-91
- セルビア・モンテネグロ・プルヴァ・リーガ：1994-95
- ユーゴスラビア / セルビア・モンテネグロカップ：1994-95

レフスキ・ソフィア
- ブルガリアプロサッカーリーグ：2000-01

北京国安
- 中国FAカップ：2003

リテックス・ロヴェチ
- ブルガリア・カップ：2003-04

APR FC
- ルワンダン・プレミアリーグ：2013-14, 2017-18